# Emily Mary Osborn
Emily Mary Osborn (1828-1925) es una de las pintoras más representativas de la época victoriana en Inglaterra, considerada una exponente de la corriente prerrafaelita. Osborn luchó desde niña y persiguió sus sueños, que no eran otros que el de convertirse en una gran pintora. 
Se trasladó con toda su familia a Londres en 1842, donde Emily  empezó a recibir clases particulares y a asistir a clases nocturnas de pintura. Su primera exposición, en la Royal Academy of Arts la realizó en el año 1851 y desde ese momento no dejó de exponer allí. Pese a que sus obras recibieron en ocasiones críticas, obtuvo el suficiente éxito como para dedicarse durante toda su vida a la pintura. Incluso la reina Victoria tuvo una obra suya.
Osborn falleció a una edad muy longeva en 1925, con 97 años de edad. Fue una mujer independiente durante toda su vida que solo se dedicó a su trabajo y por ello no se casó ni tuvo hijos.

## Biografía

### Primeros años
Nació en Kentish Town, London, Inglaterra el 11 de febrero de 1828. Hija mayor del clérigo Edward Osborn (1792 – 1859) y su esposa María (de soltera, Bolland, 1806 – 1868). Osborn pasó casi toda su infancia en un pequeño pueblo llamado West Tilbury, donde la familia se vio obligada a mudarse por el trabajo de su padre. Pasó sus primeros ocho años de vida allí. Durante esta etapa, fue educada por su madre que, además, fue la encargada de motivar y desarrollar las habilidades en pintura de su hija. 
Osborn, empezó a pintar y a conocer la anatomía humana gracias a sus ocho hermanos y hermanas quienes le servían de modelos. Su madre luchó para que ella estudiara y se dedicara profesionalmente a la pintura. El 2 de noviembre de 1842 tuvo lugar la última entrada que hizo su padre Edward Osborn en los registros parroquiales de la iglesia de Santiago El Mayor (St. James’ Roman Church), después de lo cual se trasladaron a Londres, lo que ella, con catorce años, veía como una gran oportunidad para convertirse en artista y alcanzar sus sueños profesionales y personales.

### Formación en Londres y reconocimiento
En Londres, entró y asistió a clases en una de las escuelas con más prestigio por entonces, llamada Dickeson Academy (Maddox Street, Londres). Uno de sus profesores fue el pintor paisajista John Mogford. Más adelante, tras finalizar sus estudios siguió formándose y desarrollando sus habilidades desde su casa con clases privadas impartidas por un tutor privado que también fue uno de sus profesores mientras estaba estudiando en la escuela, el pintor J.M. Leigh.
Al cumplir los diecisiete años, empezó a mostrar y divulgar sus obras. Uno de sus caminos fue a través de presentarse a las exhibiciones que anualmente se organizaban y mostraban en la Royal Academy of Arts. Se fue presentando año tras año entre 1851 y 1893. Sus primeras pinturas enviadas para la Royal Academy eran retratos y temas costumbristas, o sea escenas cotidianas y de la sociedad de su época.
Dos hechos marcaron la carrera de la artista y que la llevaron a ser internacionalmente reconocida. En primer lugar, en 1854, consiguió vender un cuadro titulado, Pickles and Preserves, expuesto en la Royal Acadamy a un importante corredor de la bolsa llamado Charles James Mitchell (1815-1854). Con este hecho Emily Osborn fue cada vez más reconocida entre los ciudadanos londinenses y del país hasta el punto que en el año 1855, otro de sus cuadros titulado My Cottage Door expuesto también en la academia fue comprado por la misma Reina Victoria de Inglaterra.
En ese mismo año, expuso en la Royal Academy “Retrato de la Señora Sturgis y sus hijos”, que tuvo un gran éxito, y en el que se representan las figuras al aire libre y cuya composición tiene reminiscencias de un cartón de Leonardo da Vinci que se exponía en la Royal Academy desde 1791.
Con el paso del tiempo, uno de sus temas principales fue el reflejo de la mujer en la sociedad victoriana, uno de los más claros ejemplos es su obra más importante y por la que hoy en día, es mundialmente reconocida Nameless and Friendless (en español: Sin nombre ni amigos (1857). Obras de este tipo, que se centraban en reflejar las dificultades de las mujeres en la sociedad victoriana contemporánea, han ganado a Emily Osborn la designación de "artista proto-feminista." Otras obras destacadas fueron “La institutriz” (1860) o “La fuga del señor de Nithisdale de la Torre” (1861).

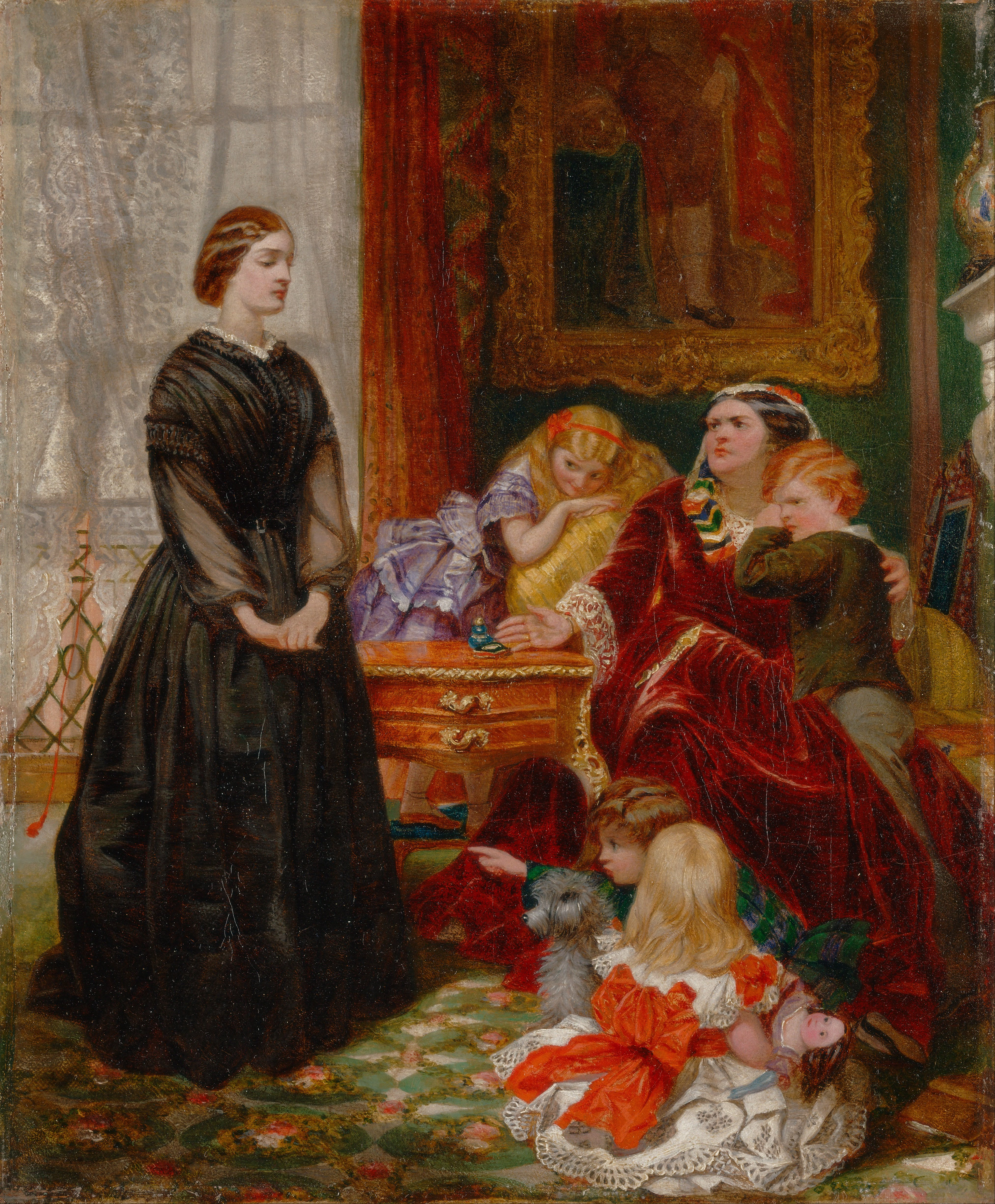
Emily Mary Osborn - La institutriz.

### Últimos años y fallecimiento
Un momento de inflexión en su carrera fue la pérdida de su madre en el año 1868, hasta el punto de no realizar grandes obras durante los dos años siguientes. Emily Osborn, fue una mujer aficionada a viajar, no solo por conocer las ciudades, sino para seguir mejorando y perfeccionando sus conocimientos y su técnica. Por eso, realizó importantes viajes a Venecia o Argelia, así como a otras ciudades dentro del país.
Pertenecía al llamado “Círculo de Langham Place”, junto a otros artistas como Barbara Bodichon, y en él se dedicaba a promover la instrucción y el empleo de las mujeres en la Inglaterra de la época victoriana. Entre 1884 y 1888 realizó varios retratos de Bárbara, quien además de pintora era una de las grandes feministas del momento. 

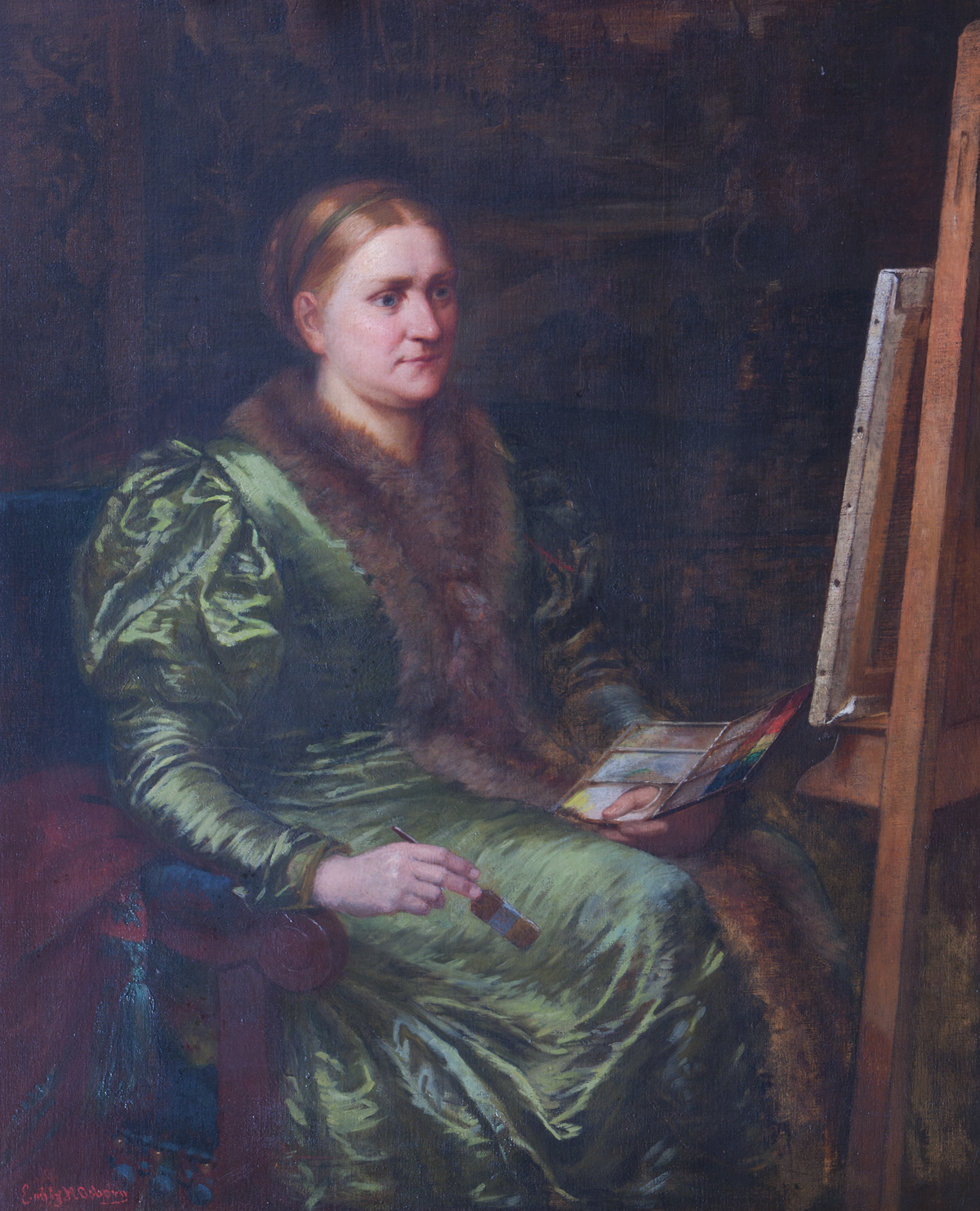
Emily Mary Osborn: Barbara Leigh Smith Bodichon; Girton College, University of Cambridge;

En 1914, una de sus amigas llamada Ellen Sickert escribió una novela bajo el título de ‘Sylvia Saxton: Episodes of a Life’ dedicada a Emily Osborn y a su compañera de casa Mary Elizabeth Dunn. Emily Mary Osborn falleció en esa residencia situada en la plaza Cunningham, en el barrio de St John’s Wood (Londres) donde ambas vivían el 14 de abril de 1925. Murió a muy avanzada edad, con 97 años, nunca se casó puesto que dedicó toda su vida a su carrera profesional como pintora.

## El arte en la Época Victoriana
La sociedad victoriana y en concreto el mundo artístico estaba dominado por las escuelas, tanto privadas como públicas, y las galerías privadas. En este ámbito, destacó la Real Academia de las Artes (Royal Academy of London) fundada en el año 1768 con el propósito de cultivar y mejorar las artes de la pintura, la escultura y la arquitectura.
A todos los artistas cuyas obras demostraran suficiente talento, se les permitía contribuir en las exposiciones; estas eran anuales y se inauguraban el primer lunes de cada mayo y se clausuraban el primer lunes de cada agosto. A ningún artista se le permitía mostrar más de ocho obras diferentes, no se admitía ningún trabajo expuesto públicamente en Londres con anterioridad y todos los trabajos enviados a la exposición se someten a juicio del Consejo, cuya decisión es definitiva. 
Además de estas escuelas y academias, destacando como ya se ha comentado la R.A, también existían otras instituciones que apoyaban al arte y a los artistas. Así pues, había numerosos ejemplos de galerías privadas por todo Londres y por todo el país; como por ejemplo la Galería Dudley en Londres que se fundó en el año 1864 o la Grosvenor Gallery que fue abierta al público por primera vez en el año 1877.

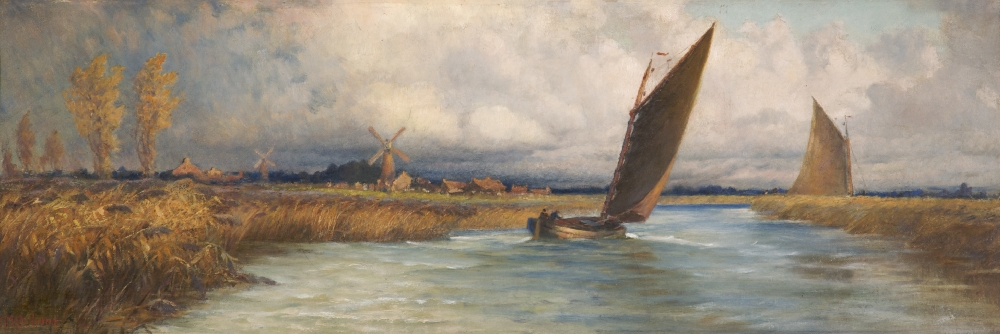
Emily Mary Osborn: Barcazas navegando; Stockport Heritage Services; http://www.artuk.org/artworks/sailing-barges-89637

## Obras
Aunque Emily Mary Osborn tuvo una extensa obra, sin duda alguna, uno de sus cuadros destaca por encima de los demás, el titulado: Nameless and Friendless (Sin nombre ni amigos; en español).

### Sin nombre ni amigos

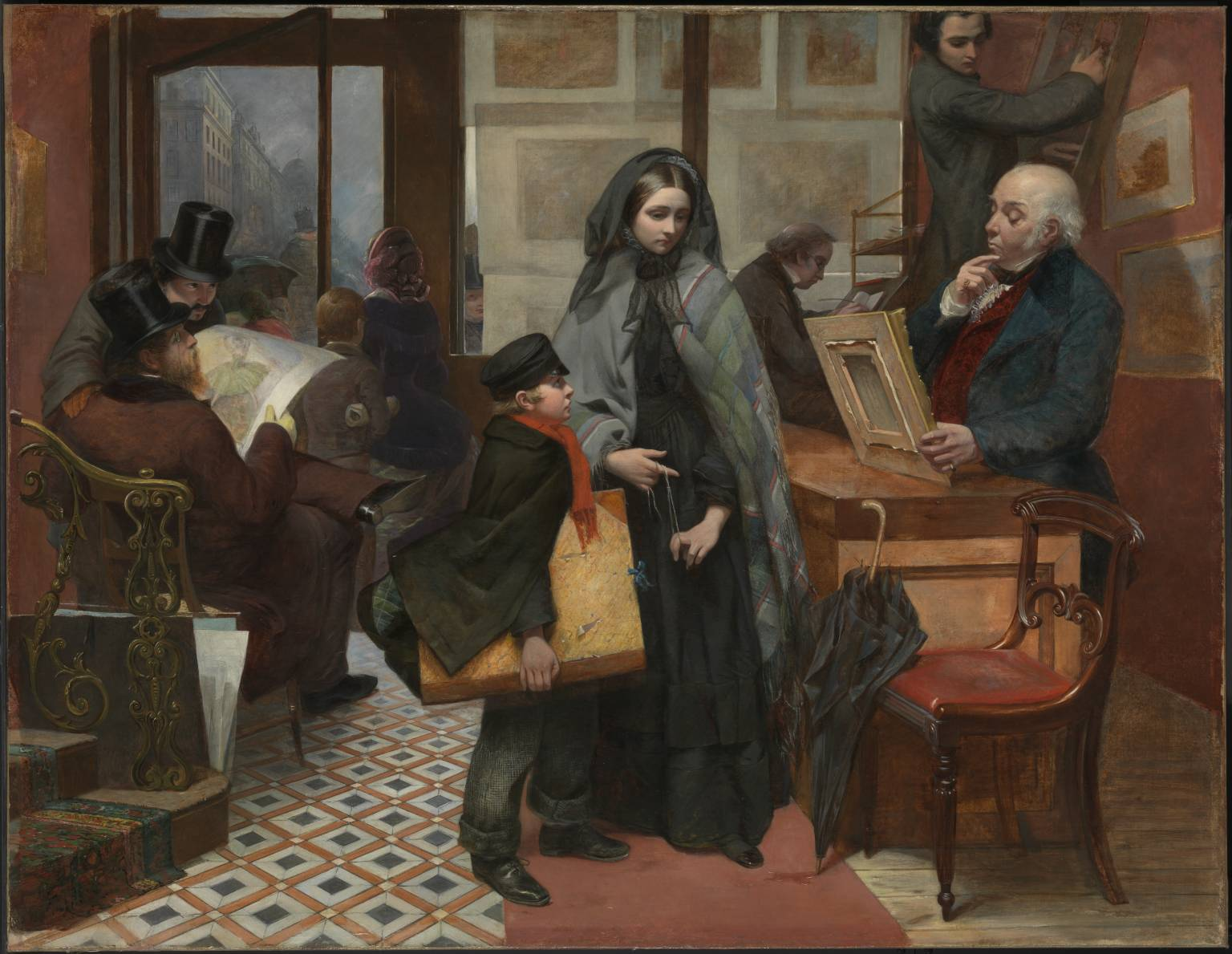
Nameless and Friendless. "The rich man's wealth is his strong city, etc." - Proverbs, x, 15 1857 Emily Mary Osborn 1828-1925 Purchased with assistance from Tate Members, the Millwood Legacy and a private donor 2009 http://www.tate.org.uk/art/work/T12936

En el cuadro, se muestra en un primer plano a una joven vestida de negro y de clase media acompañada de un niño que lleva una de sus obras a la galería de un marchante de arte que examina el cuadro con condescendencia. Todo viene a decir que se trata de una joven pintora que está intentado vender una de sus obras pero la joven parece avergonzada, con la mirada fija hacia el suelo de la tienda, mientras que el niño que la acompaña es el que mira fijamente al vendedor como si fuera el autor de la obra que está tratando de vender.
Dos hombres a la izquierda miran de reojo a la mujer que ha entrado en la galería. Cabe destacar que ambos están mirando otra obra, que representa una atractiva bailarina, símbolo del papel de la mujer que en la sociedad victoriana tenía cabida.

### Otras obras
Otras obras suyas son:
- "Barbara Leigh Smith Bodichon"[18]

-	Año: 1884
-	Hecho: óleo sobre lienzo
-	Dimensiones: 120 x 97 cm
-	Conservado en: Girton College, University of Cambridge
- "Barcazas navegando"

-	Año: 1880 (¿?)
-	Hecho: óleo sobre lienzo
-	Dimensiones: 20 x 70 cm
-	Conservado en: Stockport Heritage Services
- "The bal maidens"

-	Año: 1870 
-	Hecho: óleo sobre lienzo
-	Dimensiones: 71.5 x 91.5 cm
-	Conservado en: Museo Nacional de Gales 
- "La institutriz"

-	Año: 1860
-	Hecho: óleo sobre lienzo
-	Dimensiones: 34.9 x 29.2 cm

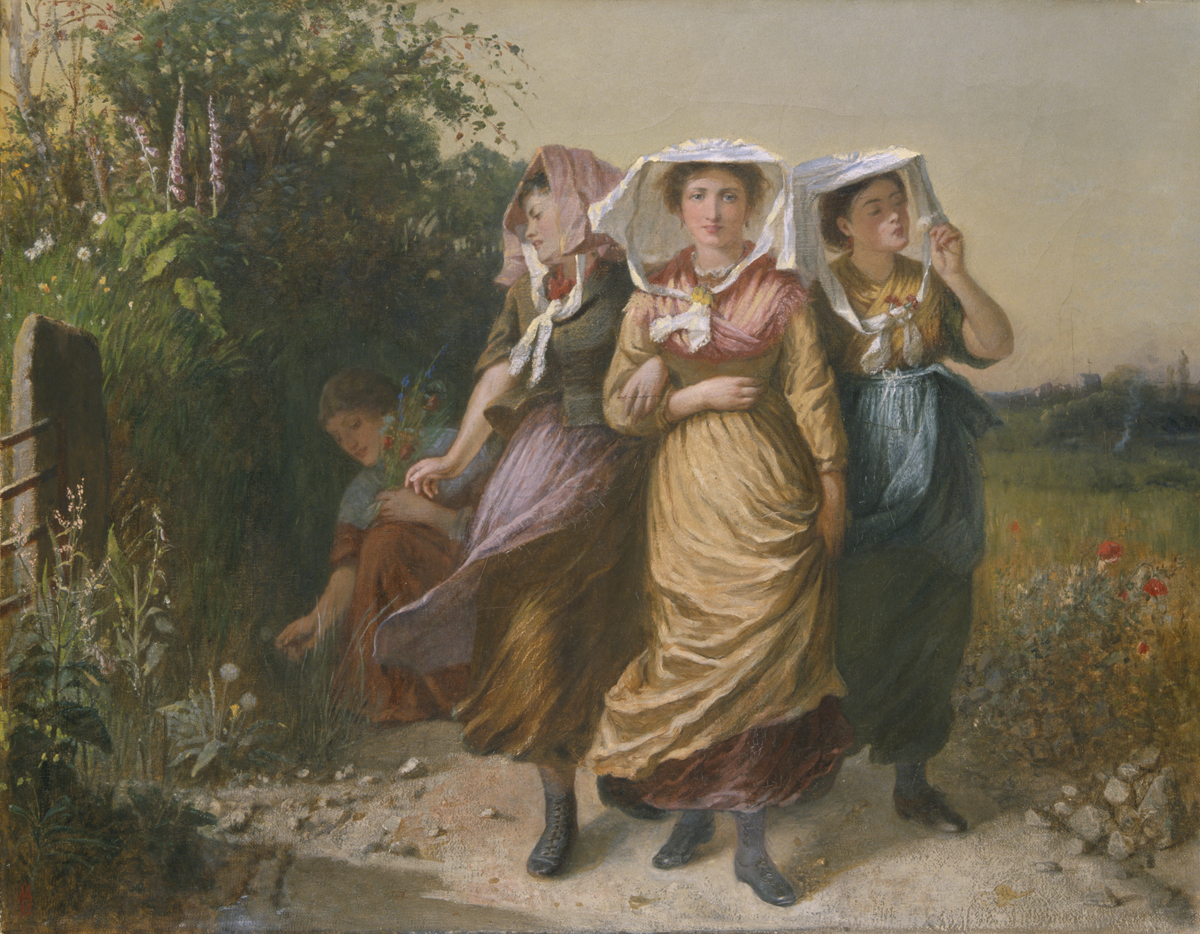
Emily Mary Osborn: The bal maidens (Las doncellas de minera); Amgueddfa Cymru - National Museum Wales; http://www.artuk.org/artworks/the-bal-maidens-160807

-	Conservado en: Centro de Yale para el arte británico, Paul Mellon fondo

'The Governess' de Emily Mary Osborn es más que una instantánea de la vida familiar privada. Ofrece una ventana a la estratificada sociedad victoriana.
Anne French

- "A girl seated at the waters edge"

-	Año: (¿?)
-	Hecho: óleo sobre lienzo
-	Dimensiones: 
-	Conservado en: (¿?) 
- "Where the weary are the rest"
- "Home Thoughts"

– Año: 1856, óleo sobre lienzo, 72 x 91.5 cm

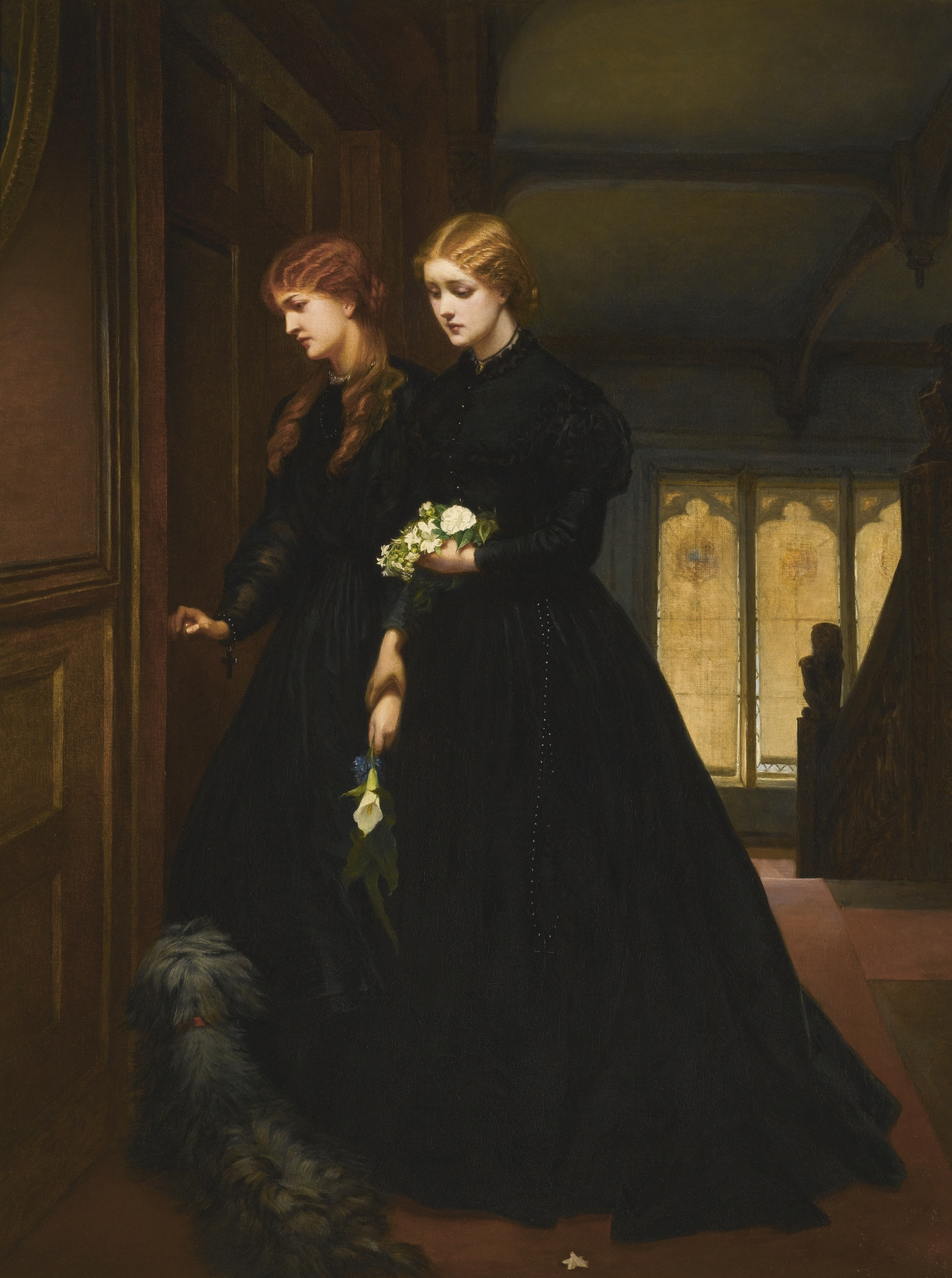
Emily Mary Osborn - Por última vez. Dos hermanas ya de luto se disponen a entrar en la habitación de un pariente moribundo.

- "Presentiments"

- Año: 1859
- "A Golden Day Dream"
- "For the Last Time"

- "Christmas Time"